# Паттерсон, Франсин
Франсин «Пенни» Паттерсон (англ. Francine "Penny" Patterson; род. 13 февраля 1947, Чикаго, США) — американский зоопсихолог. Наиболее известна обучением горилл модифицированной форме американского языка жестов (англ. American Sign Language), которую она назвала «языком жестов горилл» (англ. Gorilla Sign Language). Эта форма языка жестов была создана в 1972 году для гориллы по имени Коко (англ. Koko).

## Биография
Франсин Паттерсон родилась в семье профессора психологии Сесила Холдена Паттерсона и Фрэнсис Спано Паттерсон. Франсин была второй по старшинству из семи детей. Она родилась в Чикаго, США, штат Иллинойс. Когда она была маленькой, семья переехала в город Идайна в штате Миннесоте, а затем в город Эрбана в штате Иллинойс. Мать Франсин скончалась от рака, когда Паттерсон училась на первом курсе в колледже, самому младшему ребёнку в семье на тот момент было лишь пять лет. Это вызвало у Франсин интерес к возрастной психологии, которая преобладала в большей части её последующих работ.
Паттерсон получила степень бакалавра психологии в Иллинойсском университете в Урбане-Шампейне в 1970 году. В 1979 году Франсин получила докторскую степень по философии в Стэнфордском университете за диссертацию «Лингвистические способности низменных горилл», посвященной преподаванию языка жестов гориллам Коко и Майклу (умер в 2000 году).
В настоящее время Франсин Паттерсон является президентом и директором по исследованиям в «Фонде Гориллы» (англ. The Gorilla Foundation), основанном в 1978 году вместе с её давним научным сотрудником Рональдом Коном при финансовой поддержке Rolex Award. Была предпринята попытка перевести фонд с его местонахождения в Вудсайде, Калифорния (Woodside, California) на остров Мауи, Гавайи.
Франсин Паттерсон является помощником профессора психологии в университете Санта-Клары, а также членом Совета консультантов в Центре межкультурных коммуникаций в Вашингтоне, округ Колумбия. Она является главным редактором журнала «Горилла».
Горилла Коко умерла в калифорнийском зоопарке 19 июня 2018 года в возрасте 46 лет. История Паттерсон и Коко легла в основу документального полнометражного фильма Барбе Шрёдера в 1978 году под названием «Коко: Говорящая Горилла».

## Публикации

### Статьи в журналах
- Patterson F. G., Cohn R. H. Language acquisition by a lowland gorilla: Koko's first ten years of vocabulary development // Word. — С. 116. — doi:10.1080/00437956.1990.11435816.
- Patterson F. G. Ape Language (англ.) // Science. — 1981. — Vol. 211, no. 4477. — P. 86—88. — doi:10.1126/science.211.4477.86-a. — PMID 7444454.
- Patterson F. G. The gestures of a gorilla: language acquisition in another pongid (англ.) // Brain and Language : journal. — 1978. — Vol. 5, no. 1. — P. 72—97. — doi:10.1016/0093-934X(78)90008-1. — PMID 618570.

### Научно-популярные книги
- Patterson F.; Linden E. The Education of Koko. — New York: Holt, Rinehart, and Winston, 1981. — 224 p. — ISBN 0030461014. — ISBN 978-0030461019.
- Patterson F., Cohn R H. Koko's kitten. — New York: Scholastic, 1985. — 32 p. — ISBN 0590338110. — ISBN 9780590338110.
- Patterson F., Cohn R H. Koko-Love!: Conversations With a Signing Gorilla. — New York: Dutton Children's Books, 1999. — 32 p. — ISBN 0525463194. — ISBN 978-0525463191.
- Patterson F., Cohn R H. Koko's Story. — New York: Scholastic, 1988. — 40 p. — ISBN 0590413643. — ISBN 978-0590413640.

## Споры
Работа Паттерсон вызвала некоторое противоречие, поскольку несколько бывших сотрудников подвергли сомнению её научные методы и результаты работы, а также внимание к благосостоянию горилл и её общий профессионализм. В одном утверждении, сделанном бывшими сотрудниками, говорилось, что Франсин регулярно показывала свои соски Коко и требовала, чтобы другие работники, как женщины, так и мужчины, показывали свои соски горилле. Иск о сексуальном домогательстве по этому вопросу был урегулирован вне суда.